# 21st Century Tower
21st Century Tower é um dos arranha-céus mais altos do mundo, com 269 metros (883 ft). Edificado na cidade de Dubai, Emirados Árabes Unidos, foi concluído em 2003 com 55 andares.